# Пуэрто-де-ла-Меза

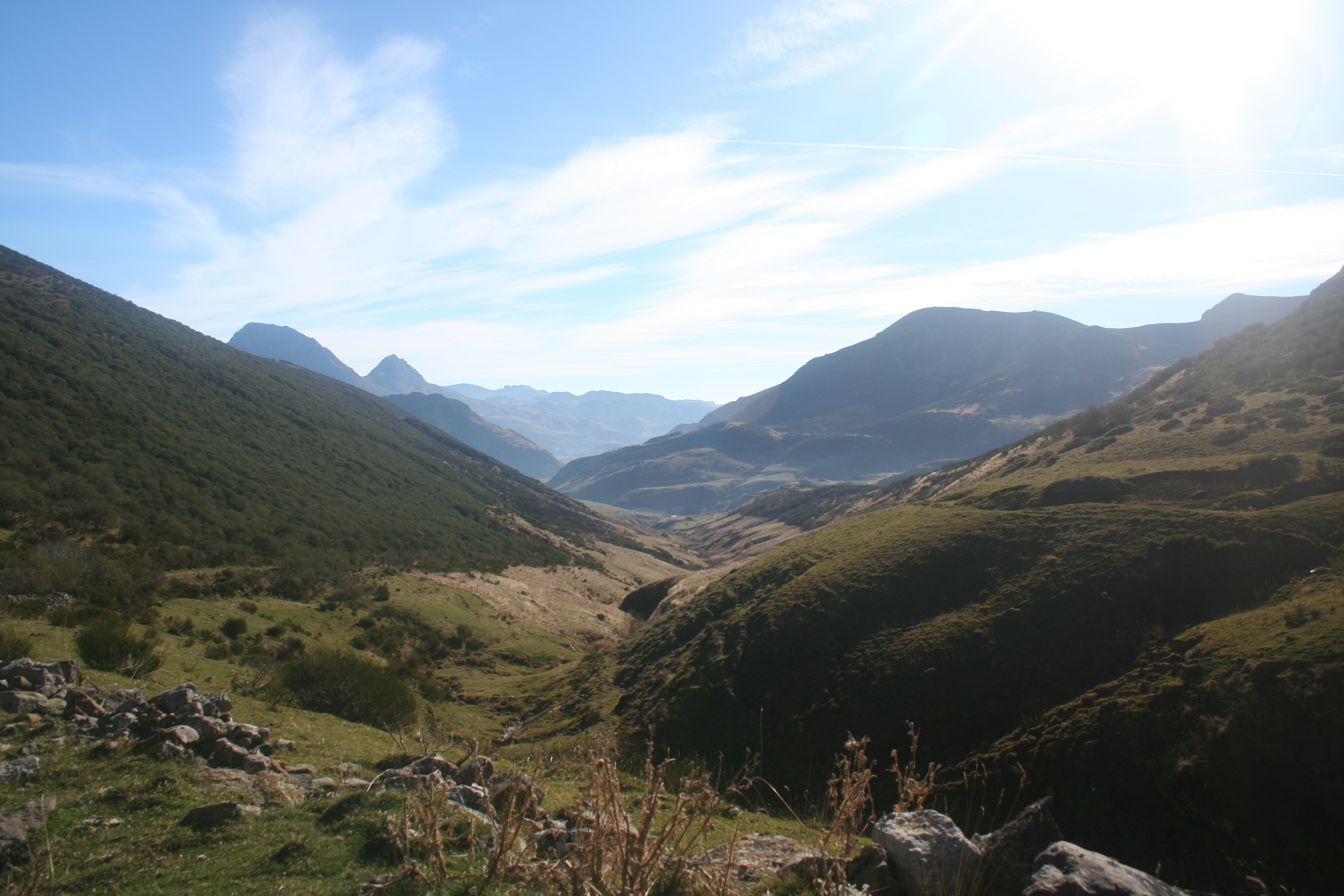
Участок дороги в провинции Леон (провинция) в сторону перевала Пуэрта-де-ла-Меза.

Пуэрто-де-ла-Меза — горный перевал в горах Астурии, через который в античное время проходила дорога между провинциями Астурия и Леон. Полагают, что при прокладке дороги римляне использовали маршрут, который существовал ещё до их прихода. Дорога представляла собой часть так называемого «Серебряного пути». В средние века этой дорогой пользовались пилигримы, шедшие в Сантьяго-де-Компостела.
Арабский военачальник Мунуза, потерпев поражение от астуров в битве при Ковадонге, намеревался вернуться в Леон именно через этот горный перевал, но был убит, наткнувшись на засаду в этом месте.